# Augoustinos Kantiōtīs
Augoustinos Kantiōtīs (Paro, 20 aprile 1907 – Florina, 28 agosto 2010) è stato un vescovo ortodosso greco.

## Biografia
Augoustinos Kantiōtīs nacque con il nome di Andreas nel villaggio di Piso Livadi nell'isola di Paro nelle Cicladi nel 1907.
Nel 1935 venne ordinato diacono, servì come sacerdote anche nell'Esercito ellenico e il 25 giugno 1967 venne ordinato vescovo della diocesi di Florina, Prespa e Eordaia.
Il 14 gennaio 2000 all'età di 92 anni si dimise dalla carica dopo molti anni alla guida della diocesi.
Kantiones fu uno strenuo difensore della religione greco-ortodossa in Grecia, conosciuto per il suo attivismo e per il suo conservatorismo. Nel 1952 guidò la protesta di 1 500 persone contro il concorso di "Miss Grecia" definendolo "una esibizione di corpi nudi", "uno scandalo" e "un'orgia". Augoustinos inoltre ha pubblicato 80 libri, di cui 25 tradotti in inglese dove si è fatto diffusore e difensore dell'ortodossia.
Augoustinos Kantiōtīs è morto nell'ospedale di Florina all'età di 103 anni il 28 agosto 2010 per insufficienza renale dopo che era stato ricoverato il 2 agosto per un ictus.